# 舒布诺耶农村居民点
舒布诺耶农村居民点（俄语：Шубинское сельское поселение）是俄罗斯联邦沃罗涅日州奥斯特罗戈日斯克区所属的一个农村居民点。其下辖有8个居民点，行政中心为舒布诺耶。据2016年统计，该农村居民点的人口为2501人。